# جون إيفريت ميليه
السير جون ايفرت ميليه (بالإنجليزية: John Everett Millais)‏ (8 يونيو 1829 - 13 أغسطس 1896) ، برونت الأول، رسام إنجليزي وهو واحد من الذين أسسو بريرافايليتي برذرهود .
السير جون إيفريت ميليه، أول بارونيت «بّي آر إيه» (8 يونيو 1829 - 13 أغسطس 1896) كان رسامًا إنجليزيًا ومصوّرًا وكان أحد مؤسسي أخوية ما قبل الرفائيلية. كان طفلًا عبقريًا، وأصبح في سن الحادية عشرة أصغر طالب يدخل مدارس الأكاديمية الملكية. أُسّست أخوية ما قبل الرفائيلية في منزل عائلته في لندن، في شارع غاور 83 (رقم 7 الآن). أصبح ميليه أشهر ممثلي الإبداع الفني، إذ أثارت رسمته «المسيح في بيت والديه» (1850) جدلًا كبيرًا، وربما تكون رسمته «أوفيليا»، تجسيدًا للمدرسة في الفترة 1850-1851.
بحلول منتصف خمسينيات القرن التاسع عشر، كان ميليه يبتعد عن أسلوب ما قبل الرفائيلية لتطوير شكل جديد من الواقعية في فنه. كانت أعماله اللاحقة ناجحة بشكل كبير، مما جعل ميليه واحدًا من أغنى الفنانين في عصره، ولكن بعض المعجبين السابقين، بمن فيهم ويليام موريه، رأوا في ذلك عملية تراجع (سمح ميليه بشكل ملاحظ باستخدام إحدى لوحاته لإعلان مؤثر لصابون). في حين أن هؤلاء النقاد ونقّاد أوائل القرن العشرين، الذين قرأوا الفن من خلال عدسة الحداثة، كانوا ينظرون إلى الكثير من إنتاجه اللاحق على أنه أمر مرغوب فيه، تغير هذا المنظور في العقود الأخيرة، إذ أصبحت أعماله اللاحقة تُرى في سياق تغييرات أوسع نطاقًا واتجاهات متقدمة في عالم الفن الأوسع في أواخر القرن التاسع عشر، ويمكن الآن أن يُنظَر إليها على أنها تنبؤية لعالم الفن في الوقت الحاضر.
لعبت حياة ميليه الشخصية أيضًا دورًا مهمًا في سمعته. كانت زوجته إيفي متزوجة سابقًا من الناقد جون روسكين، الذي دعم عمل ميليه المبكر. كان إلغاء الزواج وزواجها من ميليه مرتبطًا في بعض الأحيان بتغيير أسلوبه، لكنها أصبحت مروّجة قويةً لعمله وعملوا بالاحتفالات واللجان السرية لتوسيع دوائرهم الاجتماعية والفكرية.

## الحياة السابقة

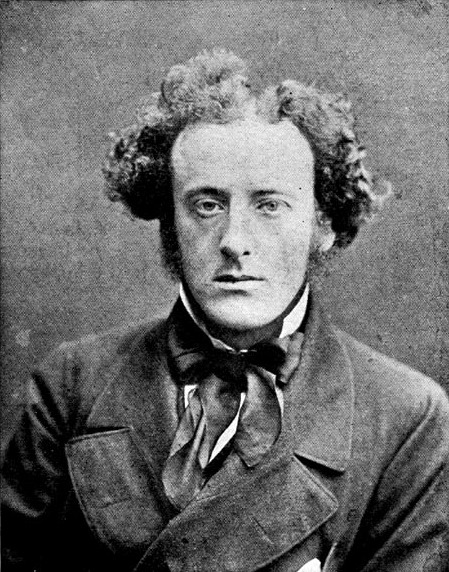
صورة لجون إيفرت ميليه

وُلد ميليه في ساوثهامبتون بإنجلترا عام 1829 لعائلة بارزة مقيمة في جيرسي. كان والديه جون ويليام ميلي وإيميلي ماري ميلي. أمضى معظم طفولته المبكرة في جيرسي، والتي احتفظ بحب قوي تجاهها طوال حياته. سأله المؤلف ثاكيراي ذات مرة «عندما احتلّت إنجلترا جيرسي». أجاب ميليه «أبدًا! جيرسي هي التي احتلّت إنجلترا». انتقلت العائلة إلى دينان في بريتاني لبضع سنوات في طفولته.
وكان «للشخصية القوية» لوالدته الأثر الأقوى على حياته المبكرة. كان لديها اهتمام شديد بالفن والموسيقى، وشجعت ميل ابنها الفني، معززةً انتقال الأسرة إلى لندن للمساعدة في تطوير علاقات في الأكاديمية الملكية للفنون. قال في وقت لاحق: «أنا مدين لأمي بكل شيء».
أكسبته موهبته الفنية مكانًا في مدارس الأكاديمية الملكية في سن الحادية عشرة بشكل غير مسبوق. أثناء وجوده هناك، التقى مع ويليام هولمان هانت ودانتي غابرييل روسيتي اللذين شكّلا معه أخويّة ما قبل الرفائيلية «المعروفة باسم «بّي آر بي») في سبتمبر 1848 في منزل عائلته في شارع غاور، قبالة بيدفورد سكوير.

## العائلة
في عام 1855، بعد أن أُلغي زواجها من روسكين، تزوج إيفي وجون ميليه. وفي النهاية كان لديهما ثمانية أطفال: ولدت إيفريت عام 1856 وجورج عام 1857 وإيفي عام 1858 وماري عام 1860 وأليس عام 1862 وجيفري عام 1863 وجون عام 1865 وصوفي عام 1868. أصبح ابنهما الأصغر، جون غيل ميلي، عالمًا طبيعيًا وفنانًا في الحياة البرية وكاتبًا لسيرة حياة ميليه بعد وفاته. كانت ابنتهما أليس، لاحقًا باسم أليس ستيوارت وورتلي، صديقة مقربة ومُلهمة المؤلف إدوارد إلغار، ويُعتقد أنها كانت مصدر إلهام للمواضيع في كونشرتو الكمان.
وُجِدت الأخت الصغرى لإيفي، صوفي غراي، ضمن عدة صور لميليه، مما حثّ بعض التكهنات حول طبيعة علاقتها الغرامية على ما يبدو.

## المهنة الأكاديمية والبارونيتاج
انتُخِب ميليه عضوًا مساعدًا في الأكاديمية الملكية للفنون في عام 1853، وسُرعان ما انتُخِب عضوًا كاملًا في الأكاديمية، حيث كان مشاركًا بارزًا ونشطًا. في يوليو 1885، وضعته الملكة فيكتوريا بمرتبة بارونيت، لبوابة القصر، في أبرشية سانت ماري أبوت في كينسينغتون في مقاطعة ميدلسكس، وفي سانت أوين في جزيرة جيرسي، مما جعله أول فنان يُكرّم بلقب موروث. بعد وفاة اللورد لايتون في عام 1896، انتُخِب ميليه رئيسًا للأكاديمية الملكية. توفي في وقت لاحق من نفس العام بسبب سرطان الحلق. دُفِن في سرداب كاتدرائية القديس بولس. بالإضافة إلى ذلك، بين عامي 1881 و1882، انتُخِب ميليه وعمل رئيسًا لجمعية الفنانين الملكية في برمنغهام.

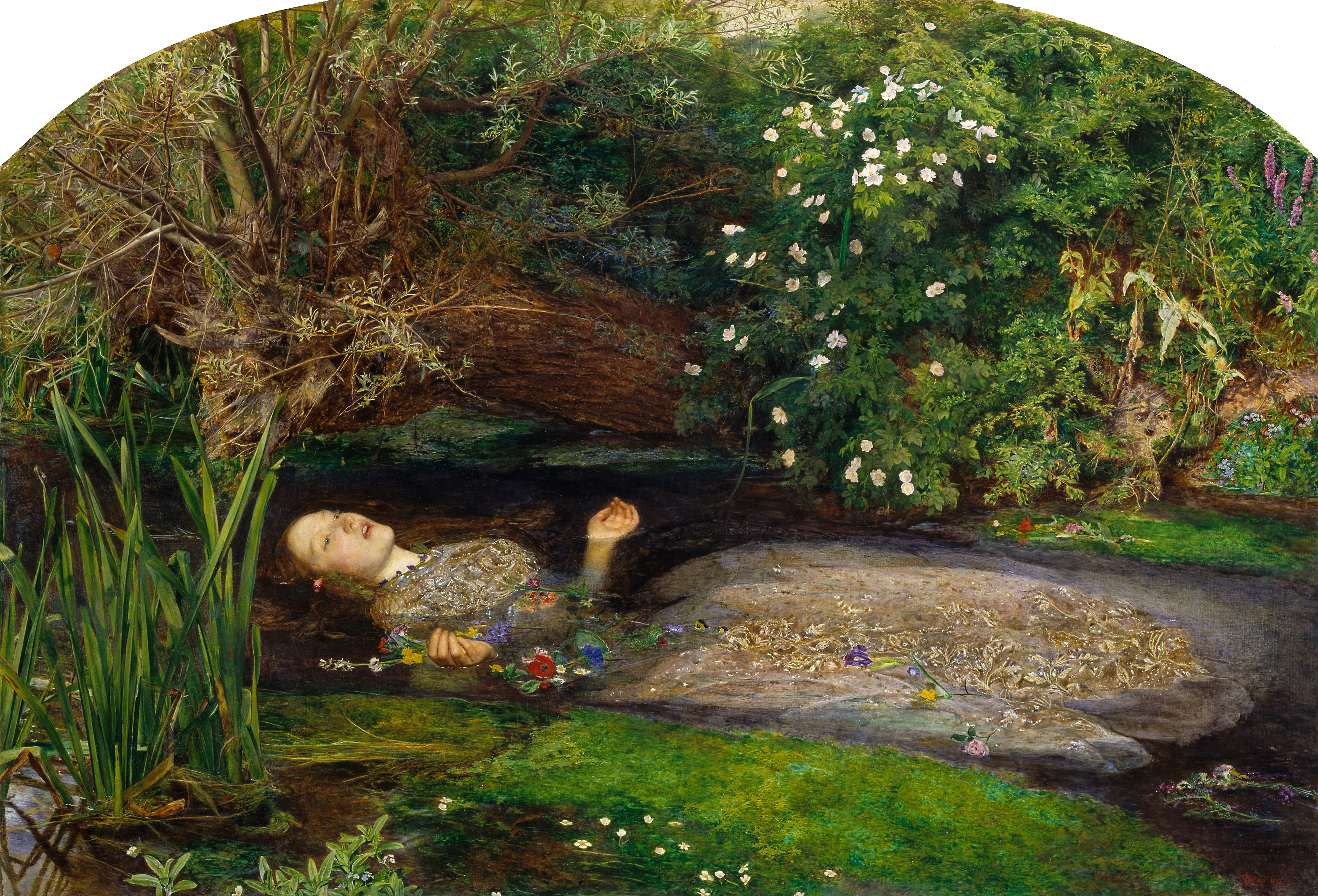
تعد لوحة أوفيليا التي رسمها سنة 1852 أشهر أعماله كونها تجسد الحركة ما قبل الرفائيلية بكل صفاتها. متحف تيت لندن.

## معرض صور

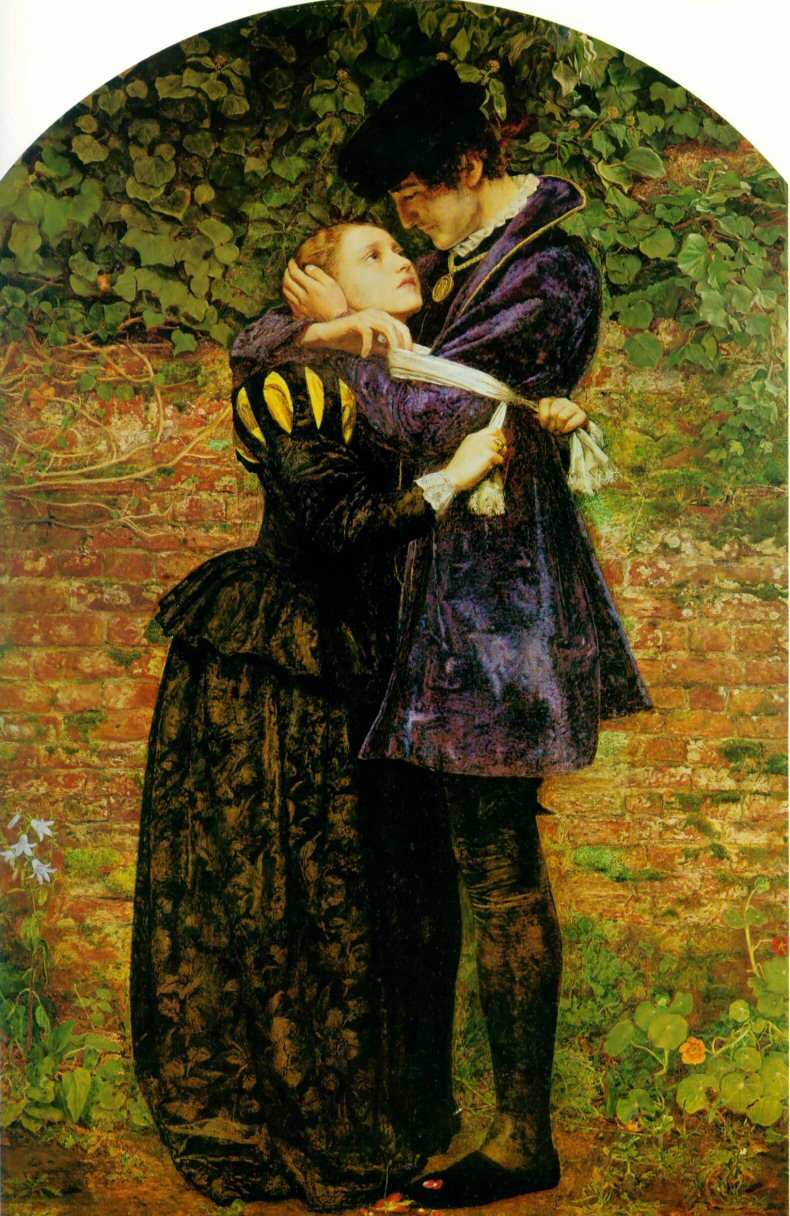
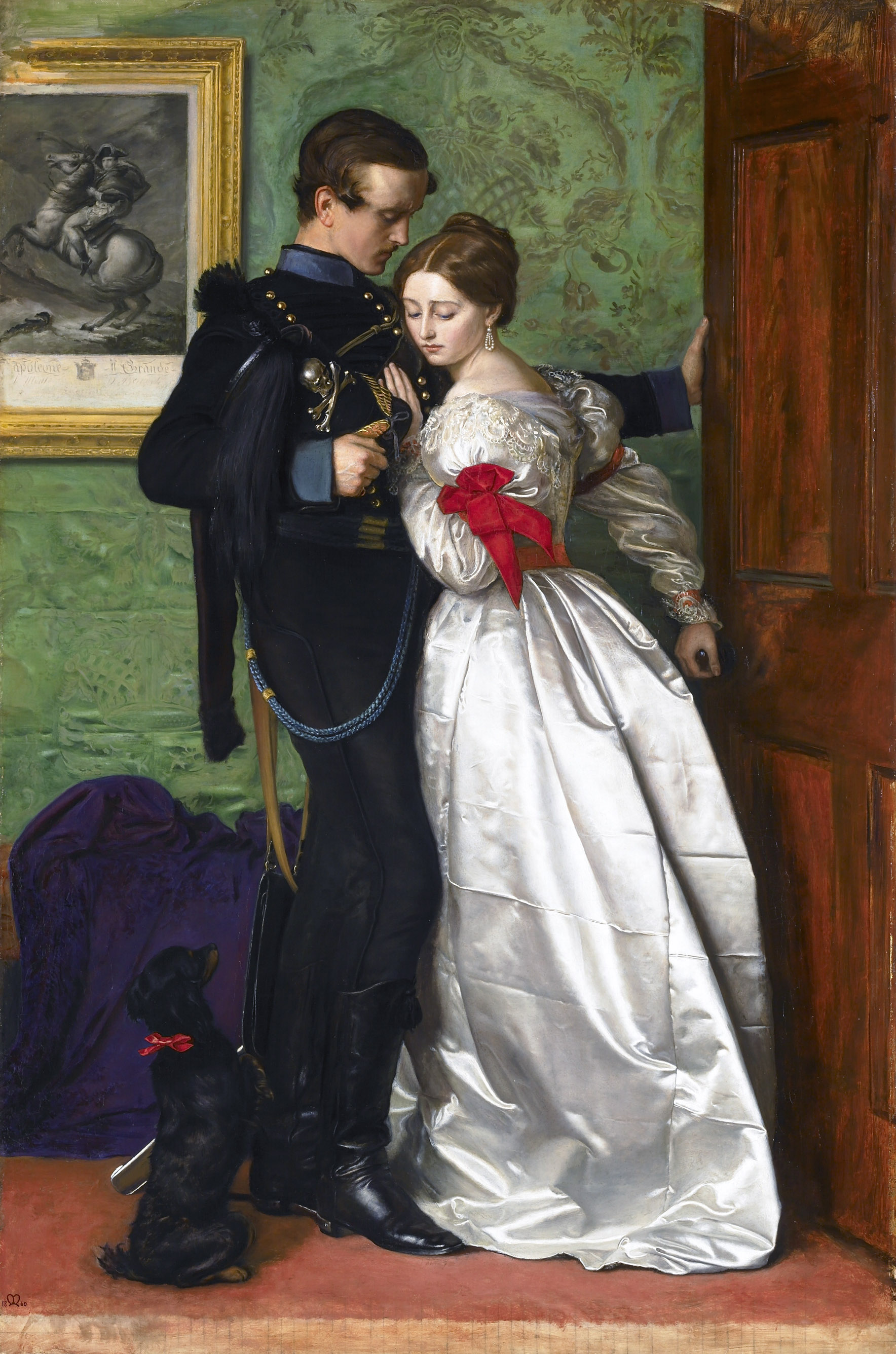
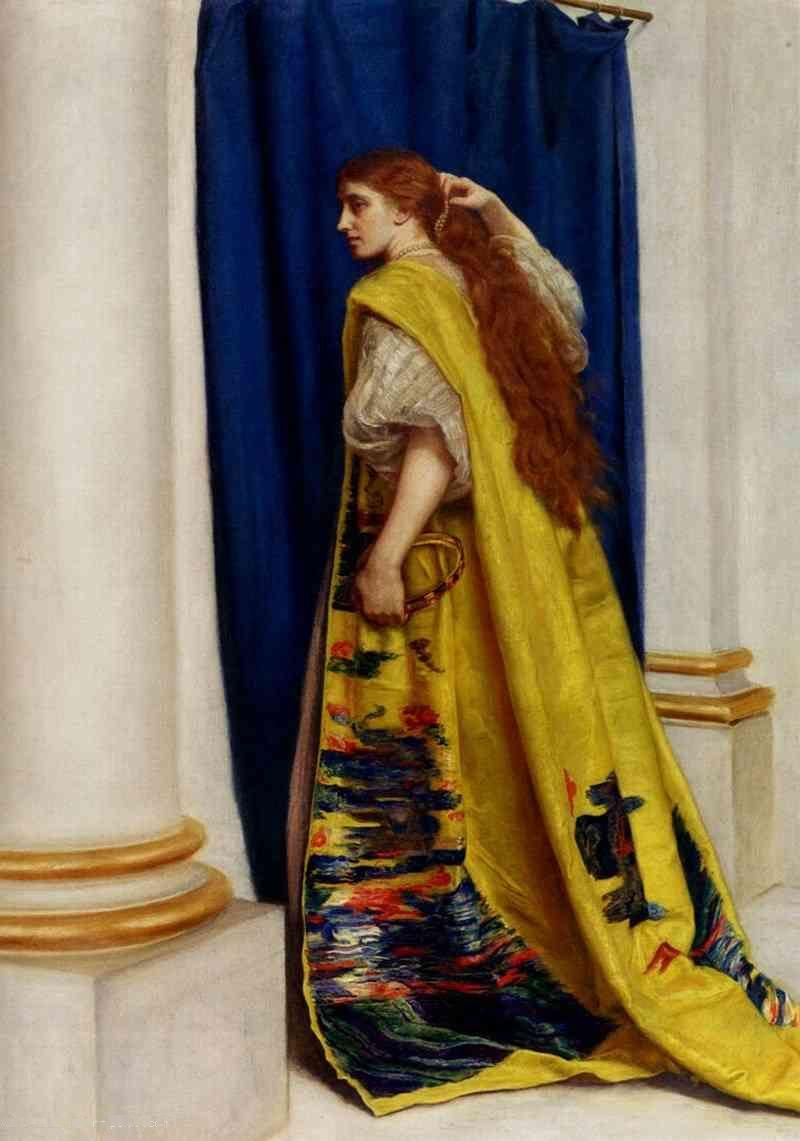
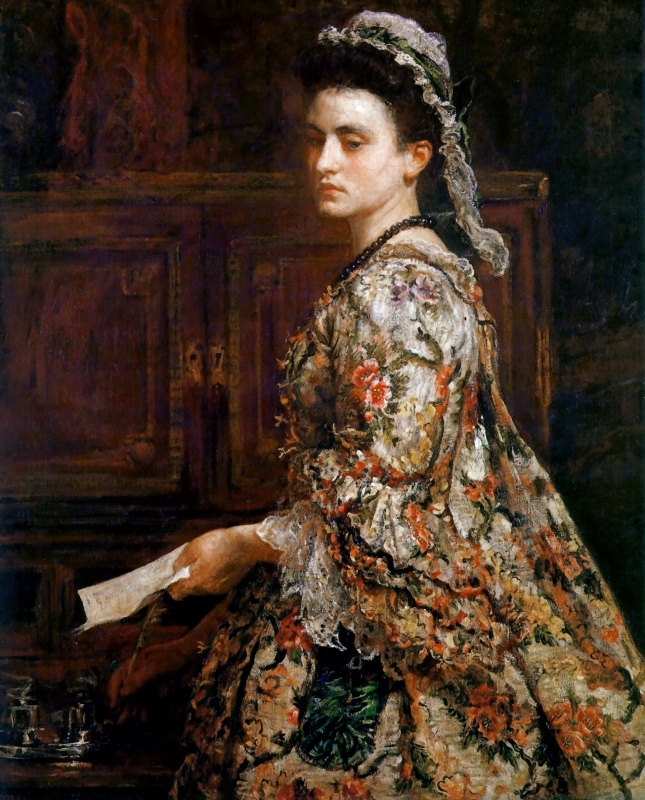
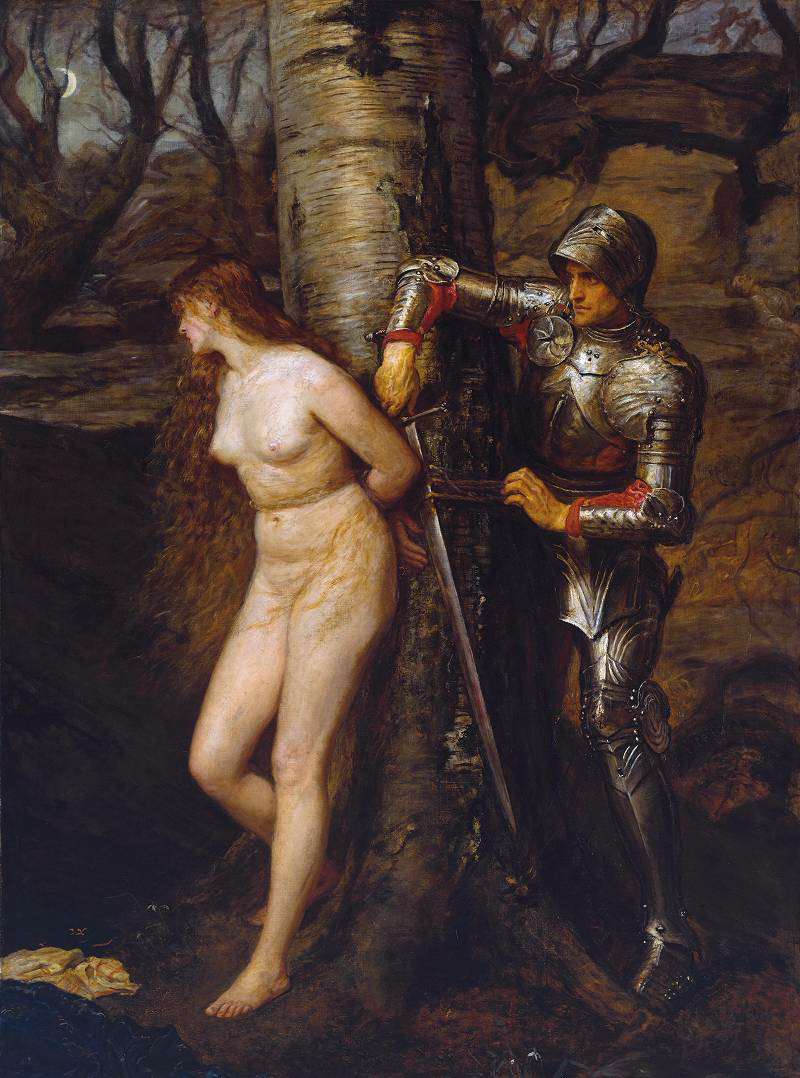
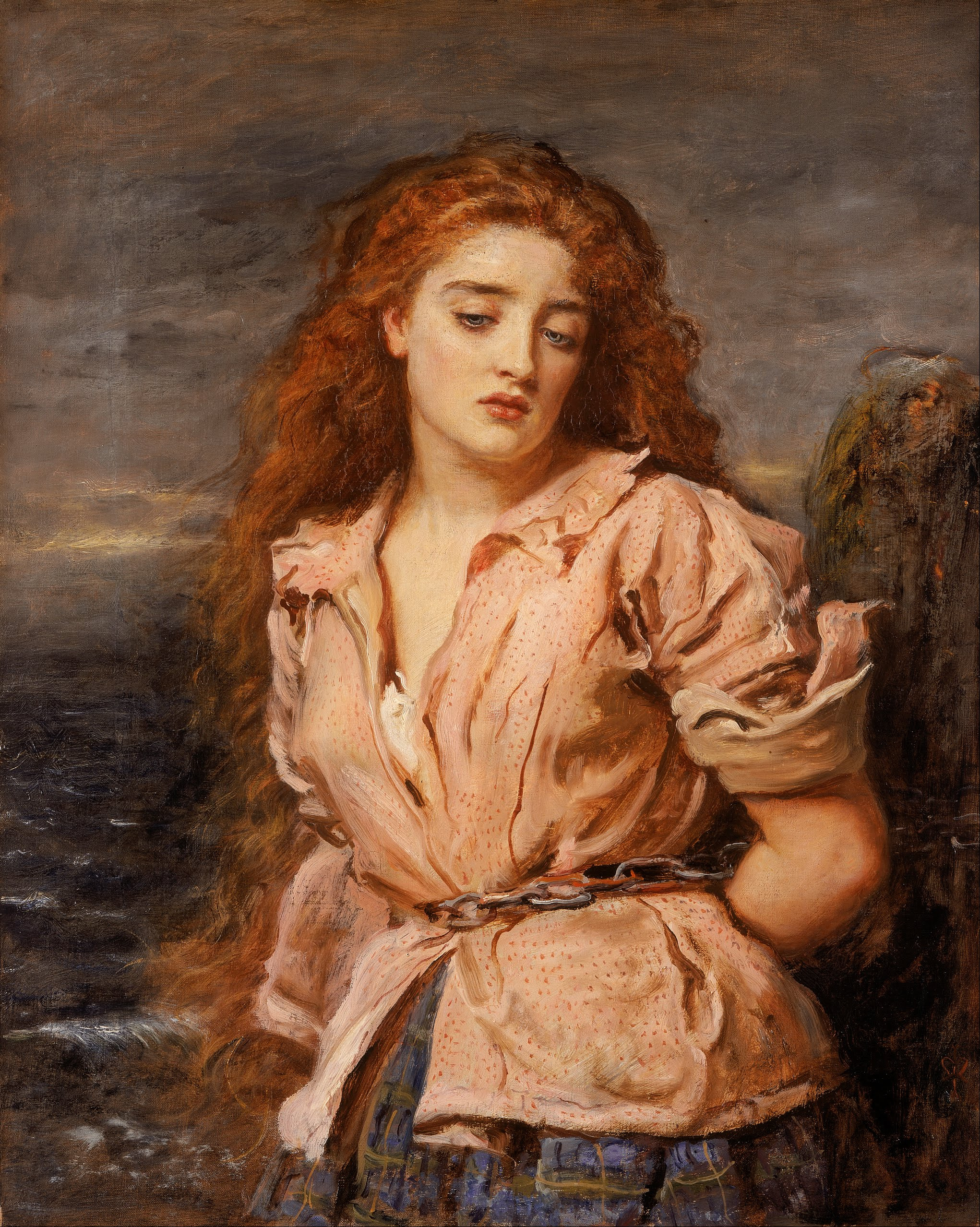
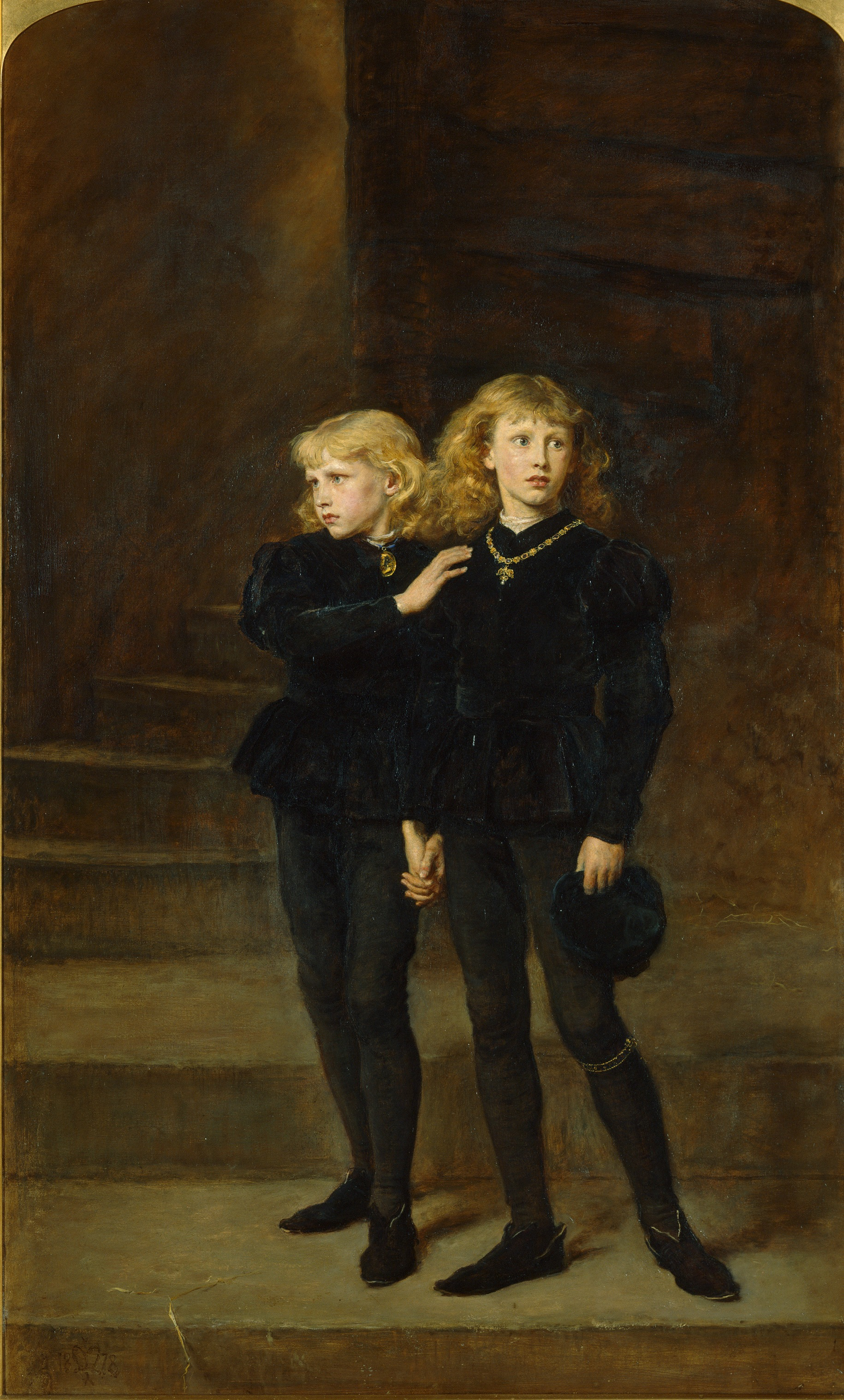
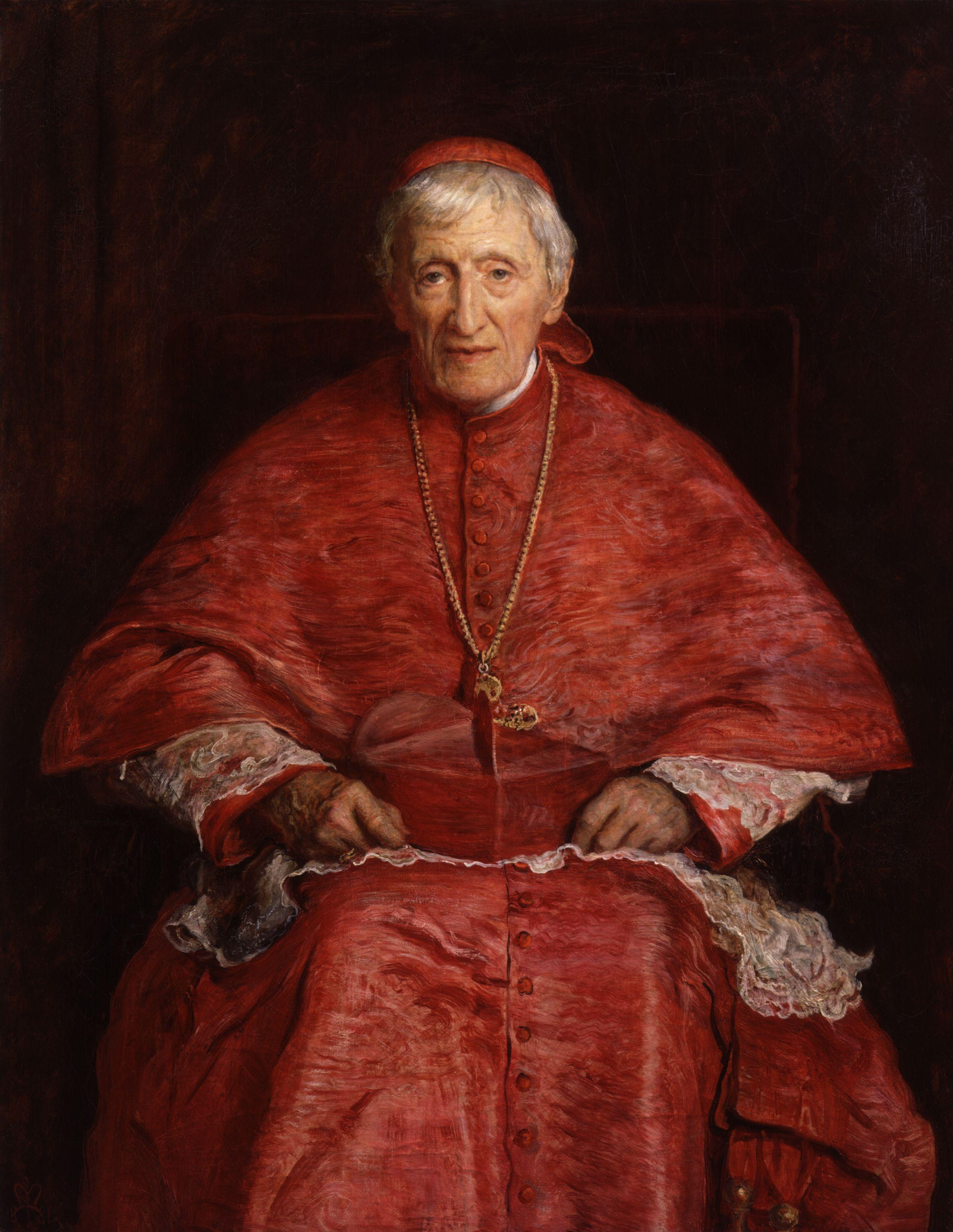
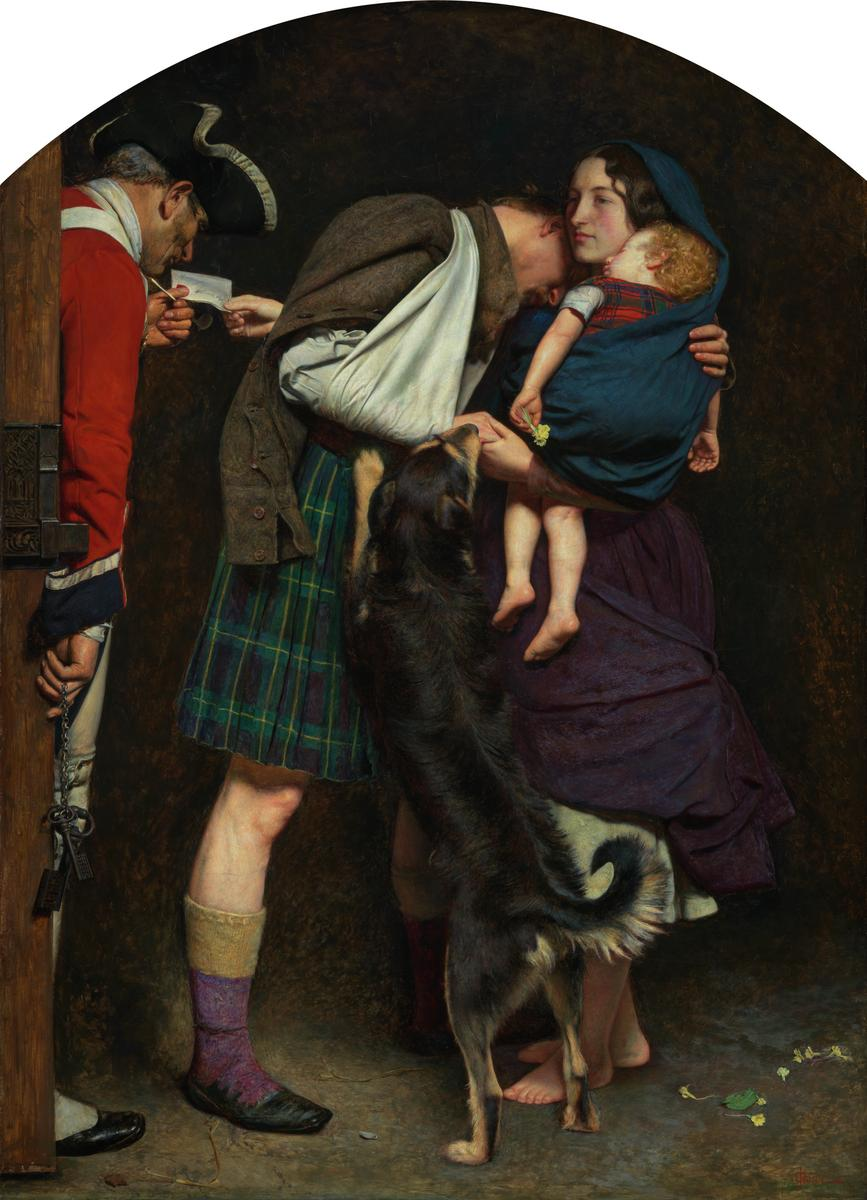
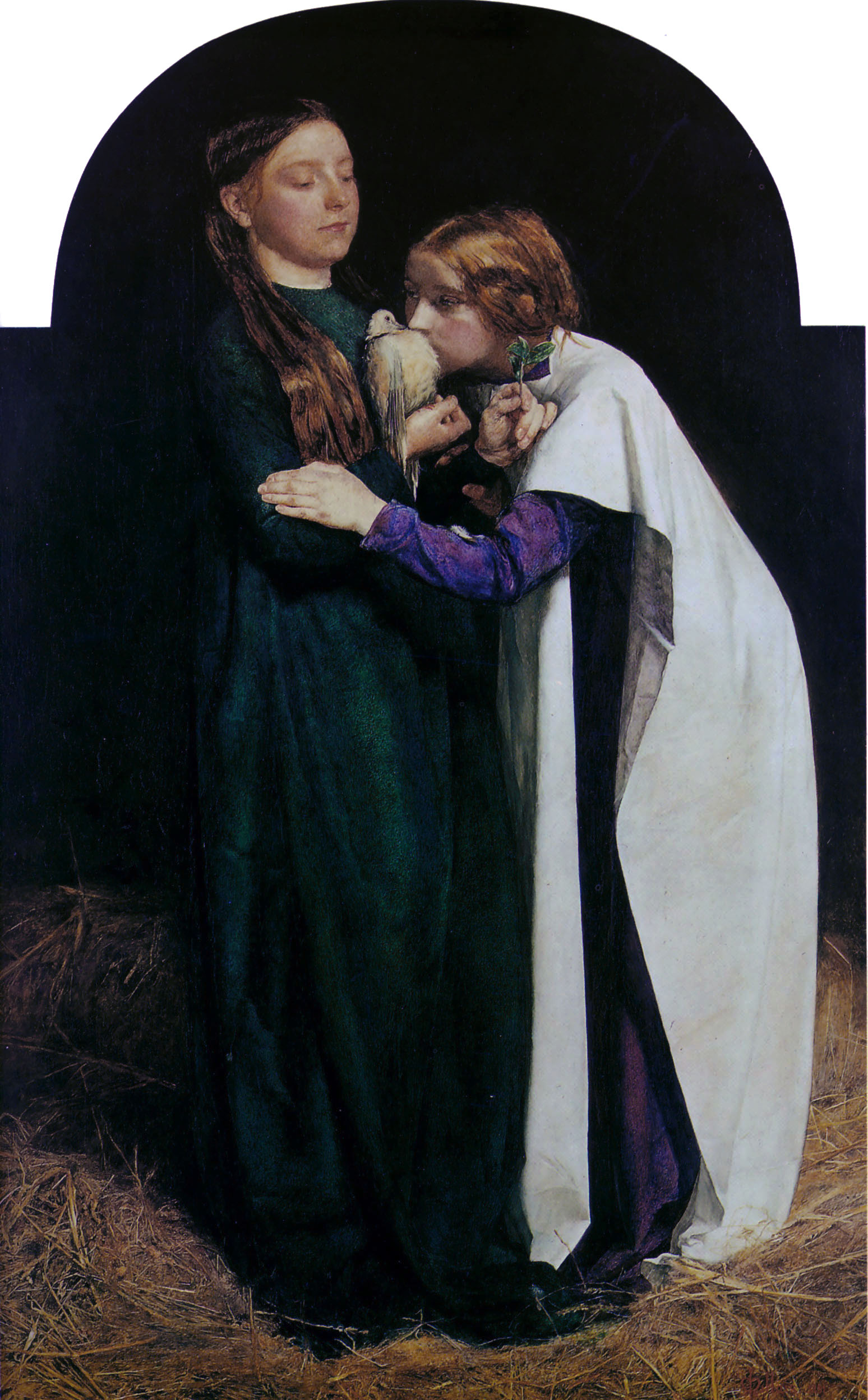
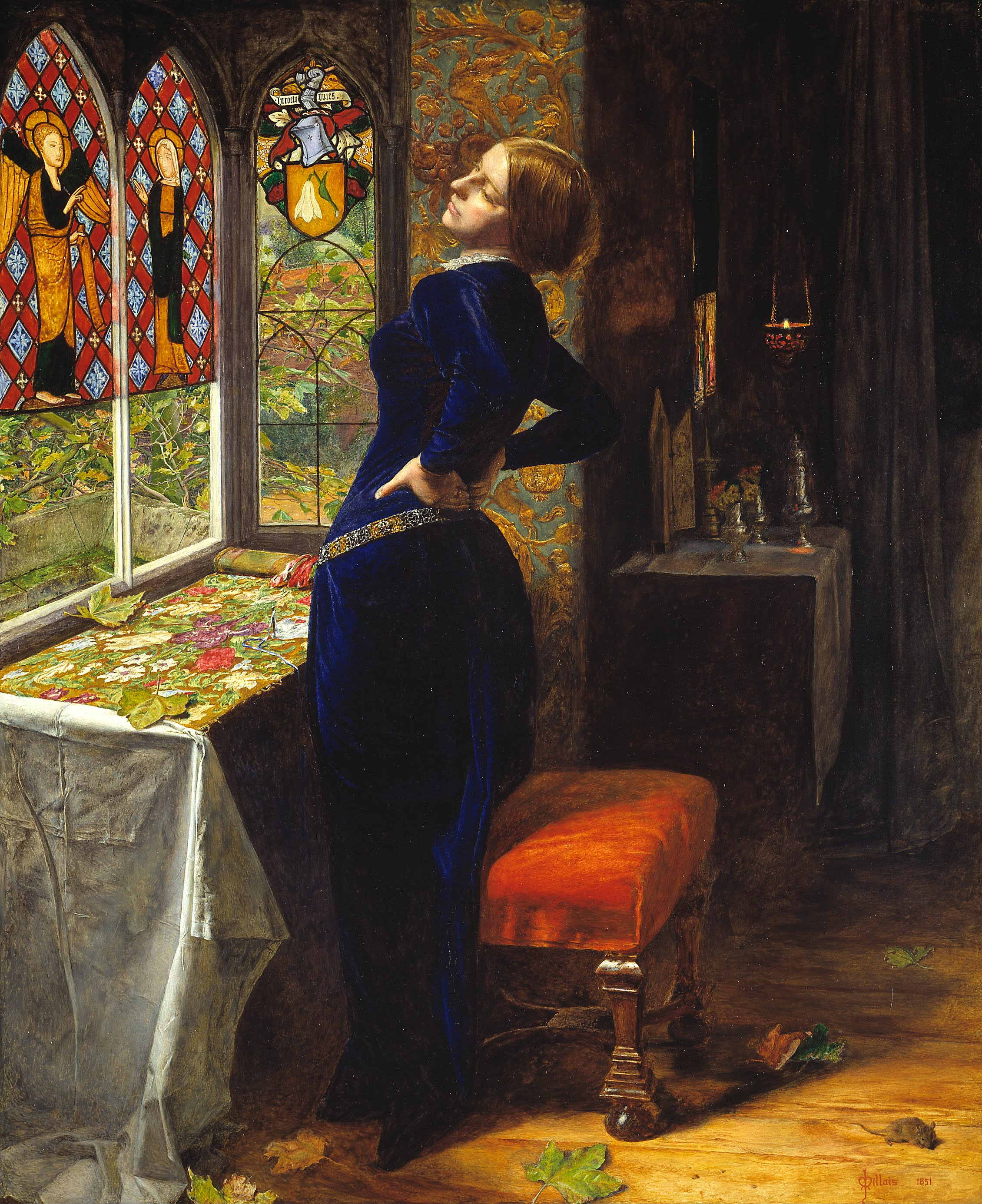
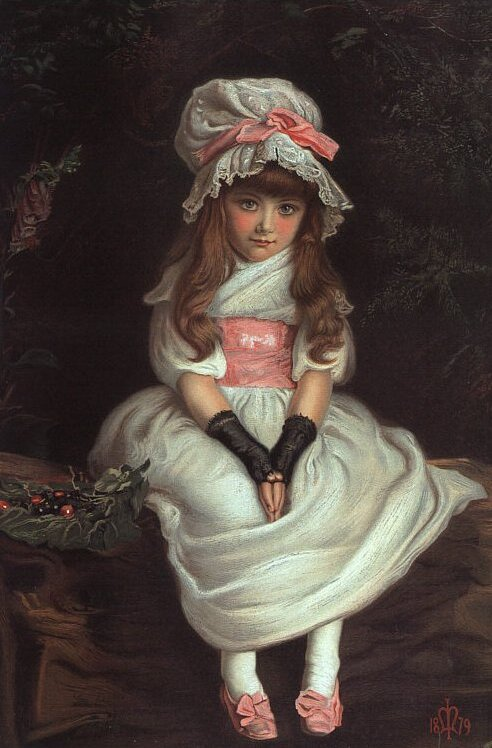
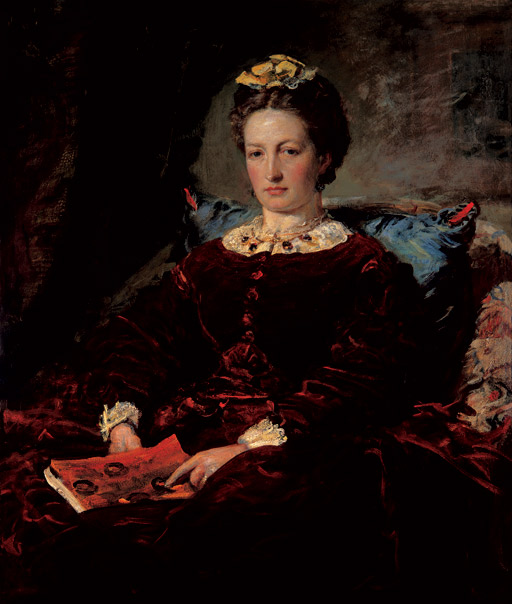
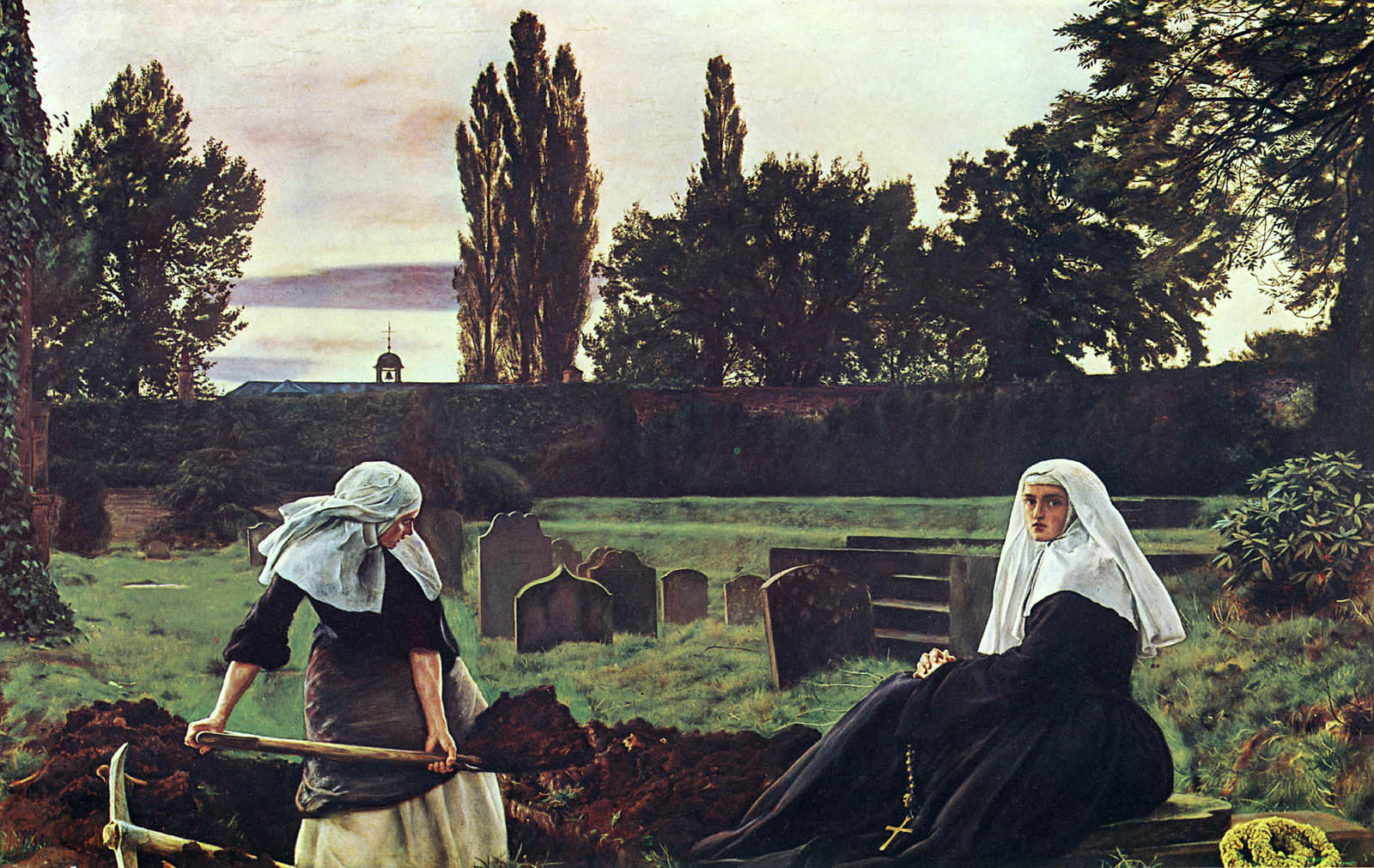

## روابط خارجية
- جون إيفرت ميليه على موقع الموسوعة البريطانية (الإنجليزية)
- جون إيفرت ميليه على موقع ميوزك برينز (الإنجليزية)
- جون إيفرت ميليه على موقع إن إن دي بي (الإنجليزية)
- جون إيفرت ميليه على موقع ديسكوغز (الإنجليزية)

- ArtRenewal.org gallery
- National Museums Liverpool important Millais collection
- Edward Platt on Millais
- Kathleen Jamie on Millais
- Millais's Ophelia in focus on Tate Online
- John Everett Millais in the "History of Art"
- smARThistory: Christ in the House of His Parents and Ophelia – Short video podcasts about the paintings
- The Pre-Raph Pack Discover more about the artists, the techniques they used and a timeline spanning 100 years.
- Birmingham Museums & Art Gallery's Pre-Raphaelite Online Resource includes almost two hundred paintings on canvas and works on paper by Millais